# Biederitz
Biederitz település Németországban, azon belül Szász-Anhalt tartományban. Lakosainak száma 8699 fő (2023. december 31.).

## Népesség
A település népességének változása:
| Lakosok száma | 8436 | 8430 | 8616 | 8744 | 8699 |
|               | 2017 | 2019 | 2021 | 2022 | 2023 |